# Rawer (vezír)
Rawer (rˁ-wr, „Ré nagy”) ókori egyiptomi vezír volt a VI. dinasztia idején. A vezíri cím mellett számos más címet viselt, többek közt darunter „Felső-Egyiptom elöljárója“ volt.
Rawer főként díszes masztabasírjából ismert, amely Szakkarában található, a Teti-piramis közelében. A masztaba kisméretű, mindössze 6,83 méter hosszú és 4,74 méter széles. Bejárata kelet felé nyílik. Egyetlen helyiségből áll, amelyet teljes egészében reliefek díszítenek. A nyugati falnál két álajtó és egy áldozati asztal található. A falak díszítése Rawert ábrázolja, amint áldozatvivők előtt ül. Meglepő módon a családtagjait nem ábrázolják a sírban, így családjáról semmit nem tudni. Rawer nevét a sírban kitörölték, valószínűleg kegyvesztetté vált. Lehetséges, hogy azonos azzal a személlyel, akit I. Pepi egyik királyi dekrétuma említ Dahsúrban; ebben is szerepel egy vezír, akinek a nevét kitörölték, bár maga a név nem olvasható.
Nem tudni, mikor fedezték fel és tárták fel először a sírt. James Edward Quibell folytatott ugyan ásatást a Teti-piramisnál, de nem említi Rawer sírját. 1920 körül Cecil Mallaby Firth folytatott ásatást a nekropoliszban; a mellette dolgozó Battiscombe Gunn-nak vannak kiadatlan dokumentációi a sír feliratairól. 1975-ben Szaid Amer el-Fiki tárta fel a sírt, aki publikálta is.

## Fordítás
- Ez a szócikk részben vagy egészben  a   Rawer (Wesir) című német Wikipédia-szócikk ezen változatának fordításán alapul.  Az eredeti cikk szerkesztőit annak laptörténete sorolja fel. Ez a jelzés csupán a megfogalmazás eredetét és a szerzői jogokat jelzi, nem szolgál a cikkben szereplő információk forrásmegjelöléseként.